# Gelria Machine- en Motorenfabriek
Gelria war ein niederländischer Hersteller von Automobilen.

## Unternehmensgeschichte
Das Unternehmen Gelria Machine- en Motorenfabriek aus Arnhem begann 1899 mit der Produktion von Automobilen. 1902 wurde die Produktion eingestellt.

## Fahrzeuge
1900 erschien das Modell 4 HK mit einem Einzylinder-Frontmotor, der in den Karosserieformen Doppelphaeton, Dos-à-dos und Duc lieferbar war. 1901 ergänzte das Zweizylindermodell 6 HK das Angebot.